# Arambourgiania
Arambourgiania war ein sehr großer Kurzschwanzflugsaurier (Pterodactyloidea) aus der jordanischen Oberkreide mit einem etwa drei Meter langen Hals und einer geschätzten Flügelspannweite von 11,5 Metern. 

## Beschreibung
Ein 620 mm langes Fragment eines Halswirbels von Arambourgiania wurde in den 1930er oder 1940er Jahren in einer Phosphorlagerstätte in Jordanien gefunden und zunächst für den Mittelhandknochen eines Flugsauriers gehalten. Camille Arambourg beschrieb den Fund 1959 unter dem Namen Titanopteryx philadelphiae. Damit war Arambourgiania der erste Azhdarchid, der einen wissenschaftlichen Namen erhielt. Erst als in den 1970er Jahren vollständige Halswirbel von Azhdarchiden gefunden wurden, wurde das Knochenfragment korrekt identifiziert. Zudem stellte sich heraus, dass der Name Titanopteryx bereits belegt war; infolgedessen wurde der Name zu Arambourgiania geändert.
Basierend auf den Abmessungen des Halswirbels hatte Arambourgiania einen mit etwa drei Metern außergewöhnlich langen Hals und war zusammen mit Quetzalcoatlus und Hatzegopteryx einer der größten bekannten Flugsaurier. Die Flügelspannweite von Arambourgiania wurde auf 11,5 oder etwa 12 Meter geschätzt; weitere Funde sind notwendig, um sicherere Aussagen zu treffen. Arambourgiania lebte am Ende der Kreidezeit (Maastrichtium).